# 马尔科姆·巴滕
马尔科姆·巴滕（英語：Malcolm Batten，1964年3月12日—），澳大利亚男子赛艇运动员。他曾代表澳大利亚参加世界赛艇锦标赛，获得一枚金牌。他也参加了1988年夏季奥林匹克运动会。